# Abecedário da Xuxa
Abecedário da Xuxa é uma canção gravada pela cantora e apresentadora de televisão Xuxa. A faixa faz parte do seu quarto álbum de estúdio Xou da Xuxa 3 (1988). Foi lançada como quarto single, oficialmente, em 1988, pela Som Livre. Escrita por César Costa Filho e Ronaldo Monteiro de Souza sub a produção de Michael Sullivan e Paulo Massadas.

## Formatos e faixas
- CD single

1. "Abecedário da Xuxa" - 3:38

- Xuxa Festa (2005)

1. "Abecedário da Xuxa" - 3:17

- Talk To Me (Cancelado)

1. "Xuxa's Alphabet" - 3:48